# ワヒディン・スディロフソド級病院船
ワヒディン・スディロフソド級病院船（ワヒディン・スディロフソドきゅうびょういんせん、英語: Wahidin Sudirohusodo class hospital ship）は、インドネシア海軍の病院船（bantu rumah sakit:BRS)の艦級。同型艦1隻の合計2隻を有する。
1番艦はオランダ領東インドの医師・教育改革者であり、ジャワ島の穏健派民族主義運動団体ブディ・ウトモ創設者の一人である医師ワヒディン・スディロフソド（Wahidin Soedirohusodo）、2番艦は同じくブディ・ウトモに所属し、後にインドネシア独立準備調査会（BPUPKI）委員長を務めインドネシア建国メンバーの一人となった医学博士ラジマン・ウェディオディニングラット（Dr. Radjiman Wedyodiningrat）にちなむ。

## 概要
本級は同国のマカッサル級揚陸艦 の設計を流用しインドネシアの造船企業PT PAL社が建造した病院船であり、船内デッキに救急車や移動式病院ユニット等を収容するとともに、ウェルドックこそ無いもののヘリコプター・上陸用舟艇を搭載して港湾施設が貧弱な中小離島でも対応可能な水陸両用作戦能力を有している。
また、救急救命室（ER）や集中治療室（ICU）等の負傷者対応施設のみならず、産科（分娩室、新生児室）、歯科、眼科等のさまざまな専門分野の外来治療室を有し、各種感染症にも対処可能な気圧調整機能を有する隔離病棟を有するなど、前線兵士の戦傷治療に留まらない「中規模総合病院」タイプの病院船となっている。
本級は本質的には「戦争のための軍事作戦（OMP）」のための軍事作戦支援船ではあるものの、軍事作戦における傷病者救助のみならず、指揮統制（C&C）、捜索救助（SAR）、人道支援・災害救援（HA/DR）、信頼醸成措置 (CBM) のための国際外交等の「戦争以外の軍事作戦（OMSP）」任務における活躍を期待されている。
加えて、本級2隻に DR. スハルソを加えた3隻で「インドネシア海軍病院支援艦隊（The Indonesian Navy Hospital Assistance Fleet）」を構成し、インドネシアの遠隔離島住民に対する医療サービス提供に重要な役割を果たしている。

## 設計
本級は、上記の通りインドネシア海軍が運用しているマカッサル級揚陸艦 の設計を流用し、その派生型としてPT PAL社によって建造されている。
乗員186人（運航120人、医療スタッフ66人）、患者最大242名（入院患者159名を含む）を、更に人道支援・災害救援（HA/DR）任務においては更に200人の避難者の最大643人を収容する事が可能となっている。
ドック型揚陸艦としての特徴を大きく残しており、2隻の救急艇、2隻の車両人員揚陸艇及び1隻のRHIBを備え、また2機のヘリコプターが離発着できる甲板及び1機分の格納庫を有している。また、艦内に救急車4両、移動式病院ユニット3基、移動式 X 線装置1基を積載し、上述の水陸両用機能を活用し輸送する事が可能である。ただし、ドック型揚陸艦の最大の特徴であるウェルドックについては廃されている。
医療機能としては12人収容可能な救急救命室（ER）、集中治療室（ICU）、高度治療室（HCU）、手術室、CTスキャン室、レントゲン室、臨床検査室、血液バンク、トリアージ施設、研究室、死体安置所などに加え、一般外科、整形外科、脳神経外科、循環器科、腫瘍科、小児科、産婦人科（分娩室、新生児室施設を有する）、歯科、眼科等のさまざまな専門分野の外来治療室を有し、心臓手術や臓器移植手術まで可能な事に加え、COVID-19における従来型病院船の運用実績を反映し各種感染症にも対処可能なよう気圧調整が可能な隔離病棟を有する。これはインドネシア当局の基準に基づく「クラスC総合病院」に相当する充実したものとなっている。

## 来歴
インドネシアは環太平洋火山帯に位置し自然災害に対して非常に脆弱である一方、多島国家の地理的条件により、島嶼間を横断した医療サービス、人道支援、災害対応能力が求められており、こういった国情から病院船の整備が進められていた。
特に、インドネシアは世界で2番目に大きな群島国家であり人口は2.4億人にも及ぶ一方、ジャワ島以外の地域、特に小規模離島については未開発であり保険衛生の支援を必要としている地域が多数存在する。インドネシア海軍は法律に基づきそのような地域の保健衛生の支援を担っており、小規模過疎離島の地域社会の病気発症を早期に防ぐことで公衆衛生のレベルを充実させ、国家戦力として早期に人的資源を準備する事が可能となる。病院船はインドネシア国内において戦略的な役割を担っており、インドネシア領内の沿岸地域や小規模離島における保健衛生サービスの主要な選択肢として運用されている。
インドネシア大統領ジョコ・ウィドドは、「インドネシア全域に合計3隻の病院船を整備せよ」との大統領令に署名、病院船のさらなる体制強化を決定、本級の建造に先だち、本級以前から運用していた病院船 DR. スハルソに加え、当初ドック型揚陸艦として建造途中だったスマランを病院船として改装させ、本級完成までの暫定的な措置として運用を開始した。
DR. スハルソは2016年初頭に東ティモールで人道支援活動を行い、2018年スンダ海峡津波においては被災地へ急行し救助任務を遂行した。この時同艦には産科医は乗船しなかったものの、地元産科医を乗船させ、船内の豊富な器材・医薬品を活用させ4人の新生児の出産を成功させている。また、COVID-19対応においてはダイヤモンド・プリンセス号のインドネシア人乗客等250人を日本からインドネシアに帰国させる任務に従事した。この際の運用実績が本級の設計に反映されている。
スマランは当初マカッサル級揚陸艦の5番艦として建造が開始されたものの、建造途中で病院船機能を付与する改造を施され就役した艦艇である。同艦は平素は水陸両用艦部隊(Satfib) のドック型揚陸艦としても運用される。スマランは2020年3月、インドネシア国内離島で経過監査とを終えたダイヤモンド・プリンセス号乗客等68人を本土に輸送する任務に従事したとともに、2020年5月、シンガポールからインドネシアまで新型コロナウイルス感染症（COVID-19）検査キットと手指消毒剤を輸送する任務に従事した。このスマランの病院船機能を設計時から反映したのが本級となる。
2019年7月9日、建造番号W000320として、インドネシアPT PALのスラバヤ造船所において1番艦ワヒディン・スディロフソドの鋼材切り出し(ファーストスチールカット)が行われた。
1番艦のワヒディン・スディロフソド（Wahidin Soedirohusodo,KRI WSH-991）は2022年1月、2番艦のDr.ラジマン・ウェディオディニングラット（Dr. Radjiman Wedyodiningrat,KRI RJW-992）は2023年1月月19日にそれぞれインドネシア海軍にて就役した。
ワヒディン・スディロフソドはソロンにある第3艦隊司令部、Dr.ラジマン・ウェディオディニングラットはスマランに代わってジャカルタ近郊の第1艦隊司令部に配備される。これにより、第2艦隊配備の DR. スハルソと併せインドネシアの3個艦隊全てに病院船が装備される事となった。

## 運用
上述の通り、平素はインドネシア国民、特に遠隔離島住民に医療サービスを提供するとともに、国際貢献に活用されている。
2023年9月の第43回ASEAN首脳会合において、サミット参加者の急病や警備要員の負傷に備え、2番艦Dr.ラジマン・ウェディオディニングラットを開催地であるジャカルタ周辺海域に展開、サミット支援を行った。
- 2023年パレスチナ・イスラエル戦争における支援
  - 2023年11月6日、インドネシアのプラボウォ・スビアント国防大臣は、インドネシア政府としてパレスチナ難民に必要な医療を提供することを主な目的として、人道支援任務の一環としてパレスチナのガザ近郊海域に病院船を派遣すると発表した[12]。派遣されるのは本級2番艦Dr.ラジマン・ウェディオディニングラットであり、ガザ地区への派遣前に、ジュネーブ第2条約等に適合するために船体を従来のグレーから白色に塗装される作業を実施中である事が発表された[26]。ジュネーブ第2条約によれば、戦地における病院船は「外面は全面白に塗装する事」「赤十字標章を船体各側面に表示し、メインマストにも赤十字旗を掲揚すること」が義務付けられる。
  - 2024年1月18日、かねてより派遣受け入れ交渉を行っていたエジプト政府よりガザ地区支援のための病院船入域許可を得たインドネシア政府は、病院船Dr.ラジマン・ウェディオディニングラットを人道支援のため出航させた。当面の受け入れ条件は人道支援物資の搬入のみの許可であり、同船はジャカルタ～ベラワン～アル・アリシュ港～ジェッダ～バタム～ジャカルタ往復航路を設定、この間エジプト北部のアル・アリシュ港で4日かけて200トンの人道支援物資を搬入し、合計52日間かけて往復する病院船運航計画となる。しかしながら当許可にはパレスチナ領域ガザ地区まで進出し、ガザ地区現地での野戦病院開設や病院船における医療支援を行う許可までは得られておらず、医療支援についてはエジプト政府及び各現地勢力の許可を得るための交渉を引き続き継続するとしている[27]。

## 同型艦
| 艦名                                                    | 艦番号 | 造船会社 | 建造開始        | 進水           | 就役           | 所属    | 状態 |
| ------------------------------------------------------- | ------ | -------- | --------------- | -------------- | -------------- | ------- | ---- |
| ワヒディン・スディロフソド （KRI WSH-991）              | 991    | PT PAL   | 2019年 10月14日 | 2021年 1月7日  | 2022年 1月14日 | 第3艦隊 | 現役 |
| Dr.ラジマン・ウェディオディニングラット （KRI RJW-992） | 992    | PT PAL   | 2021年 1月21日  | 2022年 8月15日 | 2023年 1月19日 | 第1艦隊 | 現役 |